# Гербановский, Михаил Митрофанович
Михаил Митрофанович (Михайлович) Гербановский (1874—1914) — русский поэт, переводчик.

## Биография
Михаил Гербановский родился в 1874 году в семье служащего — кассира Каменец-Подольского окружного суда. Окончил юридический факультет Петербургского университета. Вернулся в родной город, работал присяжным поверенным в окружном суде.
Ещё учась в университете, печатал оригинальные стихи и переводы в журналах «Наблюдатель», «Колосья», «Вестник Европы». В 1903 году в Санкт-Петербурге издал сборник стихов и переводов «Лепестки», куда вошли перепевы польских поэтов Адама Асныка, Марии Конопницкой, Виктора Гомулицкого, Казимира Глинского, Кажимежа Пшервы-Тетмайера, а также сонеты Петрарки, стихи Сюлли-Прюдома, Генри Лонгфелло. На первом конкурсе «Биржевых ведомостей» его рассказ «Дебют» был отмечен премией. Однако поэтесса Зинаида Гиппиус критически отзывалась о творчестве Гербановского.
По утверждению Б. Романова, «погиб на фронте»; по другим данным, умер 23 августа 1914 года в Каменце-Подольском.